# Arroyo Chiflero
Der Arroyo Chiflero ist ein Fluss im Norden Uruguays.
Er entspringt auf dem Gebiet des Departamento Artigas in der Cuchilla Yacaré Cururú einige Kilometer südwestlich der Departamento-Hauptstadt Artigas. Von dort fließt er zunächst in nordöstliche, dann in nördliche Richtung, wobei er die Ruta 30 bzw. die Eisenbahnstrecke zwischen Artigas und Javier de Viana unterquert. Er mündet einige Kilometer nordwestlich von Artigas und wenige hundert Meter flussaufwärts von Paso de la Isla als linksseitiger Nebenfluss in den Río Cuareim.